# Al-Munafiqun
Al-Munafiqun (Gli Ipocriti) è la sessantatreesima Sura del Corano, una sura medinese composta da 11 versetti. Questa sura tratta principalmente dell'ipocrisia, mettendo in guardia i credenti contro coloro che professano la fede con le labbra ma la negano nei loro cuori. La sura offre una descrizione dettagliata del comportamento degli ipocriti, i loro effetti negativi sulla comunità musulmana e l'importanza di sincerità e fedeltà verso Allah.

## Contenuto

### La Condanna dell'Ipocrisia
Versetti 1-3: La sura inizia con un forte avvertimento riguardo agli ipocriti. Questi dichiarano pubblicamente di credere nel Messaggero di Allah, ma Allah sa che sono bugiardi. Si sottolinea che la loro ipocrisia ha sigillato i loro cuori, impedendo loro di comprendere la verità.

### Il Comportamento degli Ipocriti
Versetti 4-6: Viene descritta la condotta degli ipocriti: sono descritti come tronfi e arroganti, incapaci di ascoltare e accettare la guida. Essi ostentano una falsa apparenza di forza e unità, ma in realtà sono timorosi e disuniti. Il loro destino è il tormento eterno poiché rifiutano la vera fede.

### I Dannosi Consigli degli Ipocriti
Versetti 7-8: Gli ipocriti cercano di dissuadere gli altri dal sostenere finanziariamente la causa di Allah, sostenendo che le risorse dovrebbero essere usate per altri scopi. Essi pensano di poter allontanare i credenti e di essere superiori, ma Allah e il Suo Messaggero sono superiori.

### L'Esortazione alla Carità e alla Sincerità
Versetti 9-11: I credenti sono esortati a non farsi distrarre dalle loro ricchezze e dai loro figli dal ricordare Allah. La vera prosperità viene dall'impegno sincero nella fede e dalla carità. La sura si conclude con un avvertimento sulla morte inevitabile e l'impossibilità di posticiparla, incoraggiando i credenti a fare buone azioni finché ne hanno il tempo.

## Analisi
La Sura Al-Munafiqun offre un potente avvertimento contro l'ipocrisia, sottolineando l'importanza della sincerità e della fedeltà verso Allah. Attraverso la descrizione dettagliata del comportamento degli ipocriti e delle loro conseguenze negative, la sura serve a mettere in guardia i credenti contro coloro che professano la fede solo esteriormente.
Inoltre, la sura esorta i credenti a concentrarsi sulla loro fede e sulle buone azioni, evitando le distrazioni mondane e i consigli dannosi degli ipocriti. L'enfasi sulla carità e sull'azione sincera offre una guida pratica per i credenti su come vivere una vita devota e utile.
La sura conclude con un avvertimento sull'inevitabilità della morte e l'importanza di prepararsi per l'aldilà attraverso buone azioni, ricordando ai credenti che la vera prosperità viene dall'impegno sincero nella fede e dalla carità. In questo modo, la Sura Al-Munafiqun funge da monito e guida per mantenere la sincerità e l'integrità nella pratica della fede islamica.